# Zwangsmigration
Unter Zwangsmigration versteht man verschiedene Formen von massenhafter Migration, die mit Gewalt erzwungen werden. Es handelt sich dabei um keinen deskriptiven, sondern einen (negativen) normativen Begriff, das heißt, dass die mit diesem Wort beschriebene Migration als ethisch nicht legitimiert erscheint. So wird die Ausweisung von Ausländern, die gegen die Einwanderungs- oder andere Gesetze verstoßen haben, nicht als Zwangsmigration bezeichnet, Verfolgung aufgrund der ethnischen oder Religionszugehörigkeit oder der politischen Meinung aber schon.

## Formen
Folgende Formen der Migration werden als Zwangsmigration beschrieben:
- Verschleppung von Sklaven, wie etwa der atlantische Sklavenhandel des 16. bis 19. Jahrhunderts.[2] In Amerika waren die Sklaven dann grundsätzlich immobilisiert, doch gab es auch dort weitere massenhafte Zwangsmigrationen, etwa bei der Verlegung der amerikanischen Baumwollwirtschaft von der Atlantikküste nach Texas, Louisiana, Mississippi, Tennessee und Alabama ab etwa 1820.[3]
- Indentur: Um den Arbeitskräftemangel zu beheben, der nach der Abschaffung der Sklaverei 1834 bzw. 1865 einsetzte, griffen Arbeitgeber zu verschiedenen Methoden, Kontraktarbeiter in Indentur bzw. Schuldknechtschaft zu bringen und in die Gebiete zu verschiffen, wo sie sie benötigten. Hierzu wurden verschiedene Methoden von Überredung und Credit Ticket (das heißt, dass der Arbeitgeber die Reisekosten vorstreckte und dann später vom Lohn abzog) über Täuschung bis hin zur gewaltsamen Entführung angewendet (Shanghaien, Blackbirding). Die Arbeitsverpflichtung dauerte meist fünf Jahre. Viele blieben im Anschluss, etwa weil sie die Rückreise nicht bezahlen konnten. Der Zwangsmigration im Indentur-System unterworfen wurden hauptsächlich Inder, Fidschianer und Chinesen (siehe Kuli (Tagelöhner)).[4]
- Deportation, wie etwa die zehntausender Indianer Nordamerikas in Gebiete westlich des Mississippi River in den 1830er Jahren (Pfad der Tränen).[5]
- Vertreibung, etwa im Zuge ethnischer Säuberungen, wie sie in den Balkankriegen oder dem Jugoslawienkrieg vorkamen.[6] Auch die Flucht und Vertreibung Deutscher aus Mittel- und Osteuropa 1945–1950 – die „größte Bevölkerungsbewegung der Weltgeschichte“[7] – war eine Zwangsmigration.[8]
- erzwungene Umsiedlung, etwa die Umsiedlung der Deutsch-Balten nach dem Hitler-Stalin-Pakt 1939[9] oder die von der DDR durchgeführten Zwangsaussiedlungen an der innerdeutschen Grenze 1952 und 1961.

Unter den Begriff der Zwangsmigration wird auch die Migration aufgrund von Naturkatastrophen gefasst. In diesem Sinne unterscheidet man zwischen konfliktbedingter und katastrophenbedingter Zwangsmigration, wobei es Überlappungen gibt und die Grenzen fließend sind.
Der Migrationshistoriker Dirk Hoerder unterscheidet zwischen englisch forced migrations und englisch coerced migrations. Nur in der letzteren erlauben die Täter ihren Opfern, selbst auszuwählen, wo sie künftig siedeln möchten.

## Ein Phänomen der Moderne
Nationenbildung gehen nicht zwangsläufig, aber regelmäßig mit Zwangsmigrationen einher, wenn Nationalstaaten sich um eine ethnisch homogene Bevölkerung bemühen. Als Beispiele hierfür nennt der Historiker Randall Hansen die USA mit der Vertreibung der Indianer aus den Gebieten östlich des Mississippi, den Völkermord an den Armeniern bei der Entstehung der modernen Türkei, die Westverschiebung Polens, die Teilung Indiens, bei der neun Millionen Menschen nach Pakistan bzw. Indien umgesiedelt wurden und die Gründung des Staates Israel, die mit der Flucht und Vertreibung von 750.000 Palästinenser einherging. Der britische Historiker Donald Bloxham sieht ein „langes 20. Jahrhundert“ der Zwangsmigrationen, das mit der massenhaften Vertreibung von Muslimen in der Balkankrise 1875–1878 begonnen habe. Die italienischen Historiker Antonio Ferrara und Niccolò Pianciola nehmen eine italienisch «età delle migrazioni forzate», eine „Ära der Zwangsmigrationen“ an, die sie auf die Zeit von 1853 bis 1953 datieren, also vom Krimkrieg bis zum Tod Josef Stalins. In dieser Zeit hätten Kriege und Revolutionen immer wieder dazu geführt, dass Menschen massenhaft vertrieben oder deportiert wurden (nur diese beiden Formen von Zwangsmigration nehmen sie an). Insgesamt seien 31,5 Millionen bis 32,1 Millionen Menschen Opfer von Zwangsmigrationen geworden.
Zwangsmigrationen in diesem Sinne gelten als ein Phänomen der Moderne, auch weil vormoderne Staaten noch gar nicht über die Verwaltungsapparate, die Infrastruktur und die Zwangsapparate von Justiz, Polizei und Bürokratie verfügten, die nötig sind, um Bevölkerungsbewegungen im großen Maßstab zu erzwingen. Vormoderne Zwangsmigrationen unterscheiden sich nach Michael Schwartz von modernen nicht nur durch die Zahl der Opfer, sondern dadurch, dass ihnen kein Konzept rationaler Planung und Steuerung zugrunde liegt. Insofern seien massenhafte Zwangsmigrationen die Folge einer „Verwestlichung und nicht etwa von ‚Barbarei‘ oder ‚Rückständigkeit‘“.

## Zwangsmigration und Völkermord
Zwangsmigrationen gehen oft mit Hunger und katastrophalen Hygienebedingungen einher. Obwohl sie in der Praxis nicht leicht von Völkermorden zu unterscheiden sind, werden beide Massenverbrechen analytisch doch unterschieden. Deportationen, die im Rahmen von Genoziden wie des Völkermords an den Armeniern oder des Holocaust durchgeführt wurden, werden nicht als Zwangsmigration bezeichnet.